# Хенераль-Конеса
Хенераль-Конеса (исп. General Conesa) — город и муниципалитет в департаменте Конеса провинции Рио-Негро (Аргентина), административный центр департамента. Назван в честь генерала Эмилио Конесы.

## История
В 1869 году здесь был возведён форт, десять лет спустя получивший имя «Конеса». Во время кампании, известной в аргентинской истории как «Завоевание пустыни», здесь располагался концентрационный лагерь для индейцев.
К 1880-м годам здесь образовалась сельскохозяйственная колония, занимающаяся животноводством. В 1890-х годах был создан муниципалитет. Однако развитие сильно сдерживалось нехваткой воды. Ирригационные работы были запланированы ещё в 1924 году, но были проведены лишь в 1936—1951 годах. В 1929 году был открыт сахарный завод, который закрылся в 1941 году.